# 幼馴染

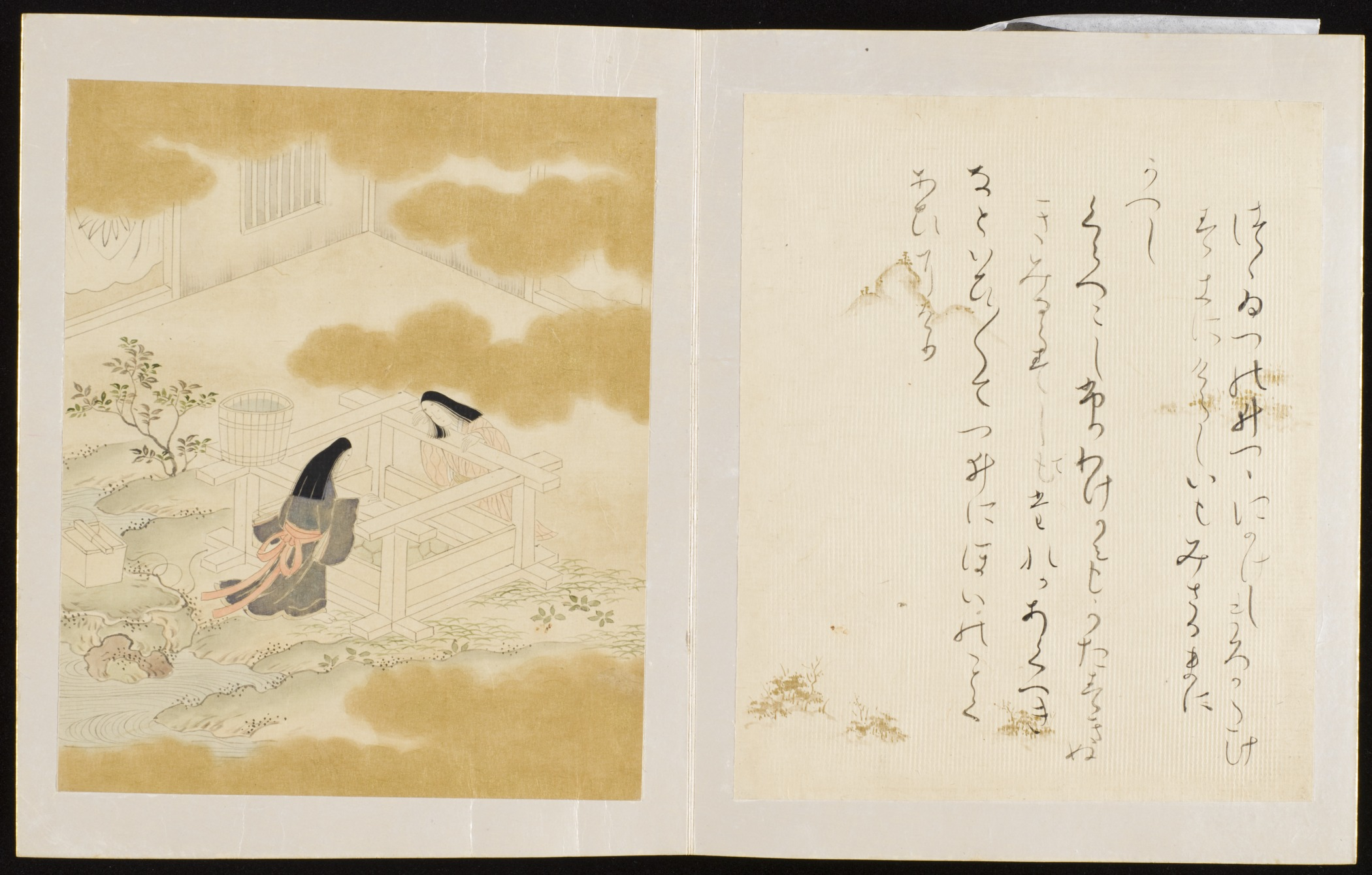
『筒井筒』より、井戸の周りでたけくらべをする男女
筒井つの井筒にかけしまろがたけ過ぎにけらしも妹見ざるまに
返し
くらべこし振分髪も肩すぎぬ君ならずして誰かあぐべき
などいひいひて、つひに本意のごとくあひにけり

幼馴染（おさななじみ）は、幼い頃に親しくしていた友達を言う。幼友達（おさなともだち）とも。
後述のような文化もあってか、現代の日本においては幼馴染という言葉に「異性の（特に初恋の）相手」というイメージを思い浮かべる人も多い傾向にあるが、本来は同性・異性を問わず、いわゆる「竹馬の友」を指す言葉である。

## 文化としての幼馴染

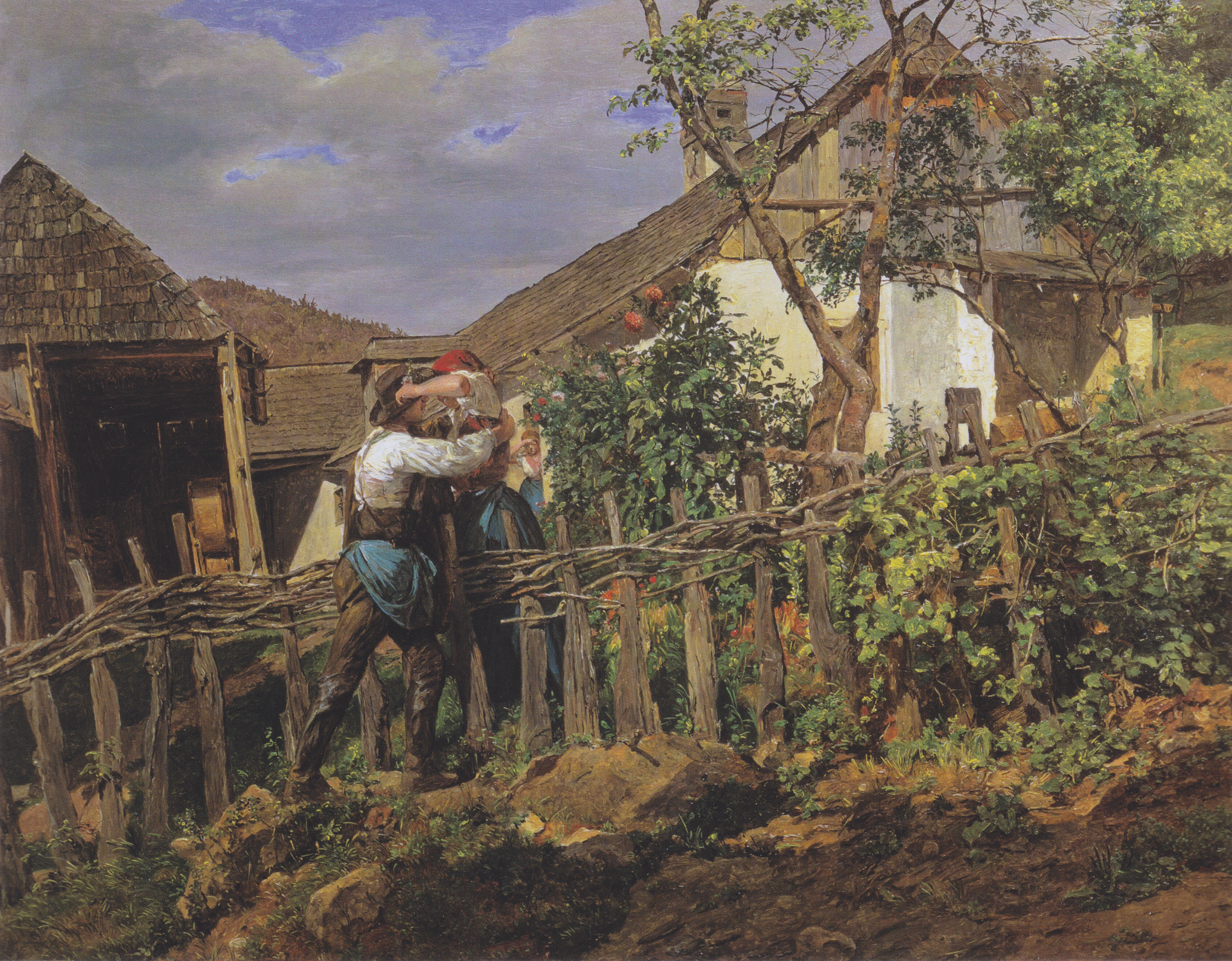
F.G.ヴァルトミュラー《『隣人（Die Nachbarn）》1859年

幼馴染の男女を扱った物語は昔から『伊勢物語』『大和物語』の「筒井筒」のように存在する。特この幼馴染という設定は戦後の漫画、アニメにおいても頻繁に活用された。そして、再会する設定だけでなく昔からずっと交遊関係にある設定も用いられてきた。
サブカルチャーにおいて幼馴染がさらに注目されるようになったのは、1990年代から美少女ゲームを中心に、主人公の人間関係を示すのに多用されはじめ、特にメインヒロインの設定として愛用されるようになったことがあげられる。特に、『ときめきメモリアル』などの大物タイトルでの登場は、幼馴染ブームの火付け役としては十分なものであった。
このような作品における幼馴染キャラクターの典型的な類型は以下のようなものである。
- 家が隣同士、もしくは近所で幼少時から家族ぐるみの交流がある。
- 同じ学校の同じクラスに通っている、あるいは近所であることから登下校を共にする。
- 友人などから仲を冷やかされる状況にある。
- 昔の出来事や秘密を共有しており、そのことで互いにからかったり、思い出にひたったりする。
- 相手を恋愛対象として見ていないが、何かのきっかけでそのことに気づかされる。
- 従兄妹及び従姉弟といった場合、住居を共にしている場合もある。

## 論考
フィクション作品でよくある幼馴染同士の恋愛について、幼馴染カップルが目立つ『名探偵コナン』の研究書『コナンドリル』では好きなのに前から知った仲だと今更、面と向かってはっきりと思いを告げることは恥ずかしくできない悲喜こもごもな複雑さが幼馴染恋愛の甘酸っぱさの元で、現実では幼馴染は容姿がタイプではないときちんと認識するようになったり以前は優しくても大人になると性格が変わってしまいフィクションほど恋愛には発展しないからこそ、フィクションの中で可愛く、格好よく成長した幼馴染との恋愛がよく扱われるとみている。